# Мати лісу
Мати лісу — ботанічна пам'ятка природи місцевого значення. Об'єкт розташований на території Черкаського району Черкаської області, квартал 34, виділ 2 Чорнявського лісництва.
Площа — 0,01 га, статус отриманий у 2002 році.
Під охороною дерево віком майже 120 років, висотою 30 м, на рівні людського зросту утворює 2 стовбури, запас деревини близько 25 м3.